# シビウ国際演劇祭
シビウ国際演劇祭(ルーマニア語: Festivalul Internațional de Teatru de la Sibiu)はルーマニアで毎年実施されている大規模なパフォーミングアーツのフェスティバルである。シビウで行われるプログラムには例年、70カ国以上の国々から350程度のグループが参加しており、1日に6万人以上の観客が参加すると言われている。フェスティバルは10日間続き、著名なパフォーミングアーツグループの他、ルーマニア内外の映画監督、批評家、文化観光の関係者などが集う。

## 来歴
フェスティバルは1993年に非公式に始まった。ルーマニアの役者であるコンスタンティン・キリアックが主導して始めたものであり、内外の役者や演劇学校教員からの支援も受けていた。最初は財政的な準備の無い状態ではじまったが、継続して行われることになった。
1994年、フェスティバルが公式に開始し、参加国も増加して8カ国となった。観客動員数も増加した。
2007年はシビウがルクセンブルク市とともに欧州文化首都となった。この年には70カ国から2500人以上のゲストが参加した。

## テーマ
1995年以降は毎年フェスティバルのテーマが決められている。
- 1995 - Tolerance
- 1996 - Violence
- 1997 - Cultural Identity
- 1998 - Links
- 1999 - Creativity
- 2000 - Alternative
- 2001 - Challenges
- 2002 - Bridges
- 2003 - Tomorrow
- 2004 - Legacies
- 2005 - Signs
- 2006 - Together ?!
- 2007 - Next
- 2008 - Energy
- 2009 - Innovations
- 2010 - Questions
- 2011 - Community
- 2012 - Crisis. Culture makes a difference
- 2013 - Dialogue
- 2014 - Uniqueness in diversity
- 2015 - Growing Smart - Smart Growing
- 2016 – Building Trust